# Enjoy Yourself Tour
Enjoy Yourself Tour – debiutancka trasa koncertowa australijskiej piosenkarki Kylie Minogue. Ta trasa promowała album Enjoy Yourself. Odbyła się w 1990 roku. Ta trasa nie została zapisana na żasnej kasecie VHS i płycie CD.

## Lista zaśpiewanych piosenek
1. The Loco-motion (French Kiss Mix)
2. Got to Be Certain
3. Hand on Your Heart
4. Look My Way (Rap Version)2
5. Love at First Sight (1988)
6. Made in Heaven (Heaven Scent 12" Mix)
7. My Girl (acapella) (performed by male background singers)
8. Tears on My Pillow (acapella)
9. I Should Be So Lucky (Extended Mix)
10. I Miss You
11. Nothing To Lose
12. Motown Medley:
  1. Blame It on The Boogie
  2. ABC
13. Tell Tale Signs
14. Je Ne Sais Pas Pourquoi
15. Never Too Late
16. Wouldn't Change a Thing
17. Encore:
  1. Dance To The Music
  2. Better The Devil You Know1
  3. Enjoy Yourself

## Daty i miejsca koncertów
| Data             | Miasto        | Kraj            | Miejsce koncertu                          |
| ---------------- | ------------- | --------------- | ----------------------------------------- |
| Australia        |               |                 |                                           |
| 3 lutego 1990    | Brisbane      | Australia       | Brisbane Entertainment Centre             |
| 5 lutego 1990    | Sydney        | Australia       | Sydney Entertainment Centre               |
| 9 lutego 1990    | Melbourne     | Australia       | National Tennis Centre                    |
| Europa           |               |                 |                                           |
| Data             | Miasto        | Kraj            | Miejsce koncertu                          |
| 17 kwietnia 1990 | Birmingham    | Wielka Brytania | National Exhibition Centre                |
| 18 kwietnia 1990 | Birmingham    | Wielka Brytania | National Exhibition Centre                |
| 19 kwietnia 1990 | Birmingham    | Wielka Brytania | National Exhibition Centre                |
| 21 kwietnia 1990 | Londyn        | Wielka Brytania | London Arena                              |
| 22 kwietnia 1990 | Londyn        | Wielka Brytania | London Arena                              |
| 23 kwietnia 1990 | Londyn        | Wielka Brytania | London Arena                              |
| 25 kwietnia 1990 | Belfast       | Wielka Brytania | Kings Hall                                |
| 27 kwietnia 1990 | Dublin        | Irlandia        | RDS Hall                                  |
| 28 kwietnia 1990 | Dublin        | Irlandia        | RDS Hall                                  |
| 29 kwietnia 1990 | Dublin        | Irlandia        | RDS Hall                                  |
| 2 maja 1990      | Tyne and Wear | Wielka Brytania | Whitley Bay Ice Rink                      |
| 8 maja 1990      | Paryż         | Francja         | The Zenith                                |
| 10 maja 1990     | Kolonia       | Niemcy          | Sporthalle                                |
| 11 maja 1990     | Hamburg       | Niemcy          | Sporthalle                                |
| 12 maja 1990     | Bruksela      | Belgia          | Forest National                           |
| 14 maja 1990     | Glasgow       | Wielka Brytania | Scottish Exhibition and Conference Centre |